# Pete Davidson
Peter Michael Davidson (sinh ngày 16/11/1993) là nam diễn viên người Mỹ. Anh là một diễn viên trong các tiểu phẩm hài kịch của Saturday Night Live. Davidson cũng xuất hiện trong các chương trình của MTV như: Guy Code, Wild 'n Out, và Failosophy.